# Horreds landskommun
Horreds landskommun var en tidigare kommun i dåvarande Älvsborgs län.

## Administrativ historik
Den inrättades i Horreds socken i Marks härad i Västergötland när 1862 års kommunalförordningar trädde i kraft.
Vid kommunreformen 1952 bildade den storkommun då de tidigare kommunerna Istorp och Öxnevalla gick upp i Horred.
Vid reformen 1971 gick denna kommun upp i nybildade Marks kommun.
Kommunkoden 1952-1970 var 1543.

### Kyrklig tillhörighet
I kyrkligt hänseende tillhörde kommunen Horreds församling. Den 1 januari 1952 tillkom Istorps församling och Öxnevalla församling.

## Geografi
Horreds landskommun omfattade den 1 januari 1952 en areal av 136,87 km², varav 124,21 km² land.

### Tätorter i kommunen 1960
I Horreds landskommun fanns tätorten Horred, som hade 504 invånare den 1 november 1960. Tätortsgraden i kommunen var då 20,7 procent.

## Politik

### Mandatfördelning i valen 1938-1966
| 7 | 7 | 2 | 4 |

| 20 |

| 8 | 1 | 5 | 2 | 4 |

| 20 |

| 9 | 2 | 1 | 8 |

| 19 |

| 9 | 12 | 3 | 11 |

| 32 |

| 10 | 11 | 3 | 11 |

| 31 |

| 8 | 13 | 2 | 12 |

| 32 |

| 9 | 12 | 4 | 10 |

| 30 | 5 |

| 9 | 13 | 4 | 9 |

| 33 |